# IC 4378
IC 4378 ist eine linsenförmige Galaxie vom Hubble-Typ S0 im Sternbild Zentaur. Sie ist schätzungsweise 176 Millionen Lichtjahre von der Milchstraße entfernt.
Das Objekt wurde im Jahre 1899 von DeLisle Stewart entdeckt.